# Olympische Sommerspiele 1972/Teilnehmer (Indien)
| Gelbes Symbol für Goldmedaillen mit stilisierten Olympischen Ringen | Graues Symbol für Silbermedaillen mit stilisierten Olympischen Ringen | Braundes Symbol für Bronzemedaillen mit stilisierten Olympischen Ringen |
| ------------------------------------------------------------------- | --------------------------------------------------------------------- | ----------------------------------------------------------------------- |
| —                                                                   | —                                                                     | 1                                                                       |

Indien nahm an den Olympischen Sommerspielen 1972 in München mit einer Delegation von 41 Athleten (40 Männer und eine Frau) an 27 Wettkämpfen in sieben Sportarten teil. Fahnenträger bei der Eröffnungsfeier war D.N. Devine Jones, Boxtrainer der indischen Delegation. Den einzigen Medaillenerfolg stellte der dritte Platz im Hockeyturnier dar.

## Teilnehmer nach Sportarten

### Boxen
Männer
- Chander Narayanan
Fliegengewicht: 2. Runde

- Muniswamy Venu
Leichtgewicht: Achtelfinale

- Mehtab Singh
Halbschwergewicht: 1. Runde

### Gewichtheben
Männer
- Anil Mondal
Fliegengewicht: 11. Platz

### Hockey
Männer
- Bronze

- Kader
Govinda Billimogaputtaswamy
Charles Cornelius
Manuel Frederick
Michael Kindo
Ashok Kumar
Ganesh Mollerapoovayya
Krishnamurty Perumal
Ajitpal Singh
Harbinder Singh
Harcharan Singh
Harmik Singh
Kulwant Singh
Mukhbain Singh
Varinder Singh

### Leichtathletik
| Männer - Suresh Babu Hochsprung: 40. Platz in der Qualifikation - Praveen Kumar Diskuswurf: 26. Platz in der Qualifikation - Edward Sequeira 5000 Meter: Vorläufe - Vijay Singh Chauhan Zehnkampf: 17. Platz - Mohinder Singh Gill Weitsprung: 30. Platz in der Qualifikation Dreisprung: kein gültiger Versuch in der Qualifikation - Jugraj Singh Kugelstoßen: 26. Platz in der Qualifikation - Sri Ram Singh 800 Meter: Vorläufe | Frauen - Kamaljeet Sandhu 400 Meter: Vorläufe |

### Ringen
Männer
- Adkar Maruti
Halbfliegengewicht, Freistil: 2. Runde

- Sudesh Kumar
Fliegengewicht, Freistil: 4. Platz

- Prem Nath
Bantamgewicht, Freistil: 4. Platz

- Satpal Singh
Federgewicht, Freistil: 3. Runde

- Jagrup Singh
Leichtgewicht, Freistil: 2. Runde

- Mukhtiar Singh
Weltergewicht, Freistil: 3. Runde

- Harishchandra Birajdar
Mittelgewicht, Freistil: 2. Runde

- Chandgi Ram
Halbschwergewicht, Freistil: 2. Runde

### Schießen
- Prithipal Chatterjee
Kleinkaliber, liegend: 95. Platz

- Roy Choudhury
Kleinkaliber, liegend: 99. Platz

- Karni Singh
Trap: 34. Platz
Skeet: 36. Platz

- Randhir Singh
Trap: 44. Platz

### Segeln
- Tehmasp Rustom Mogul
Finn-Dinghy: 34. Platz

- Ahmed Abdul Basith & Sohrab Janshed Contractor
Flying Dutchman: 29. Platz